# Tolmerus maneei
Tolmerus maneei là một loài ruồi trong họ Asilidae. Tolmerus maneei được Hine miêu tả năm 1909.